# Hey Jude
«Hey Jude» (с англ. — «Эй, Джуд») — песня английской рок-группы The Beatles, выпущенная в качестве отдельного сингла в августе 1968 года. Эта баллада стала первым релизом The Beatles на их собственном лейбле Apple Records и одним из «Первых четырёх» синглов, выпущенных клиентами Apple одновременно, тем самым ознаменовав публичный запуск лейбла. «Hey Jude» возглавила чарты многих стран и стала самым продаваемым синглом года в Великобритании, США, Австралии и Канаде. Песня в течение девяти недель находилась на первом месте американского хит-парада Billboard Hot 100 — установив абсолютный рекорд по этому показателю, который продержался в течение девяти лет. Сингл разошёлся тиражом около восьми миллионов копий и часто фигурирует в списках величайших песен всех времён. Хотя композиция была сочинена Полом Маккартни, авторские права (по сложившейся в группе практике) были приписаны его тандему с Джоном Ленноном.
Сочинение и запись «Hey Jude» совпали с началом разлада внутри квартета. Отправной точкой для песни стало стихотворение Маккартни «Hey Jules», сочинённое с целью утешить маленького сына Леннона Джулиана после того, как музыкант ушёл от жены к японской художнице Йоко Оно. Текст песни содержит позитивный взгляд на печальную ситуацию, а также призывает «Джуда» использовать возможные перспективы, чтобы найти свою любовь. После четвёртого куплета песня переходит в длинную коду с припевом «На-на-на-на», который длится более четырёх минут.
«Hey Jude» стала первой песней The Beatles, записанной на восьмидорожечном оборудовании. Сессии проходили в студии Trident Studios в центре Лондона, в середине записи одноимённого двойного альбома группы (также известного как «Белый альбом»), и привели к ссоре между Маккартни и Джорджем Харрисоном из-за партии соло-гитары. Вскоре после этого Ринго Старр вовсе покинул группу, вернувшись обратно незадолго до того, как были организованны съёмки клипа. Режиссёром видео выступил Майкл Линдси-Хогг — премьера состоялась на телешоу Дэвида Фроста. В отличие от проблем, царивших во взаимоотношениях музыкантов, это выступление отразило главную тему песни — оптимизм и единение, поскольку аудитория шоу начинала подпевать группе в финале.
«Hey Jude», чей хронометраж составляет более семи минут, стал самым длинным синглом, возглавлявшим национальный британский чарт. Его аранжировка и расширенная кода способствовали появлению множества музыкальных подражателей вплоть до начала 1970-х годов. В 2013 году журнал Billboard поставил композицию на 10-е место среди самых успешных записей в истории чарта. Маккартни продолжал исполнять «Hey Jude» на концертах после убийства Леннона в 1980 году, солируя вместе с публикой во время коды. Впоследствии он пробовал отстаивать своё единоличное авторство, а также участвовал в аукционах, связанных с песней, наряду с Джулианом Ленноном (узнавшим, что песня была написана для него лишь спустя 20 лет), который приобрёл рукопись нот композиции.

## Предыстория
«Я привык сочинять песни по дороге в “Кенвуд”, потому что обычно ездил туда работать с Джоном. И у меня возникла идея песни. Я начал напевать: “Эй, Джуд, не относись к этому, как к чему-то плохому, возьми грустную песню, и сделай её лучше. Эй, попробуй справиться с этой ужасной ситуацией”. Я знал, что ему будет нелегко. Мне всегда жаль детей при разводе…».
В мае 1968 года Джон Леннон и его жена Синтия расстались из-за бурного романа музыканта с японской художницей Йоко Оно. В следующем месяце Пол Маккартни отправился навестить пятилетнего сына Леннонов Джулиана в «Кенвуд», их семейный особняк в Уэйбридже. Синтия входила в круг общения The Beatles ещё до того, как группа обрела известность; в связи с чем Маккартни счёл «диким, что они внезапно стали персонами нон грата и исчезли из моей жизни». Женщина так вспоминала о неожиданном визите Маккартни: «Я была тронута его заботой о нашем благополучии… Пока Пол ехал в машине он сочинил песню „Hey Jude“. Я никогда не забуду, что он проявил участие и неравнодушие, приехав проведать нас [с сыном]». Оригинальное название песни было «Hey Jules», и она была призвана сгладить стресс ребёнка от развода родителей. Впоследствии Маккартни отмечал, что сменил имя на «Джуд» (опечатавшееся в памяти после мюзикла «Оклахома!»), «потому что мне показалось, что так звучит чуть лучше».
По словам публициста Криса Ханта, через несколько недель после написания песни Маккартни «начал тестировать своё новое творение на тех, кто был слишком вежлив, чтобы отказаться. То есть на всех [кто под руку попадётся]». 30 июня, возвращаясь из Йоркшира после записи инструментальной композиции «Thingumybob» (силами Black Dyke Band), Маккартни остановился в деревне Харролд и исполнил «Hey Jude» в местном пабе. Он также продемонстрировал эту песню участникам The Bonzo Dog Doo-Dah Band, во время работы над их синглом «I’m the Urban Spaceman» в Лондоне, и прервал запись группы The Barron Knights, чтобы сделать то же самое. Рон Гриффит из группы The Iveys (будущей Badfinger), одной из первых подписавших контракт с лейблом The Beatles Apple Records (наряду с Black Dyke Band), вспоминал, что Маккартни «отыграл нам полную версию „Hey Jude“ как только мы» впервые посетили студию.
«Если вдуматься… Только-только [в моей жизни] появилась Йоко. А он говорит: „Эй, Джуд“ — разве это не „Эй, Джон“? Наверное, я поступаю точно так же, как наши фанаты, которые пытаются найти в словах какой-то скрытый смысл, но эту песню вполне можно воспринимать как обращение ко мне — „go out and get her“… По-моему на уровне подсознания он говорит мне: „уходи, оставь меня“. Он уже не хотел, чтобы я остался и мы продолжали работать вместе».
Страстная увлечённость Леннона новой пассией свела на нет любое его сотрудничество с Маккартни в написании песен. Тем не менее, чтобы поддержать своего друга, Пол пригласил их пожить в его доме в Сент-Джонс-Вуд, но на фоне растущей напряжённости пара вскоре съехала. Маккартни продемонстрировал Леннону «Hey Jude» 26 июля, когда тот вместе с Оно вновь приехал к нему в гости. Пол заверил друга, что «исправит» фразу «the movement you need is on your shoulder» мотивируя это тем, что «это глупое выражение; а я повторяю его как попугай». По словам Маккартни, Леннон ответил: «Не вздумай. Это лучшая строчка в песне». В итоге Маккартни сохранил эту фразу. Хотя изначально Маккартни написал «Hey Jude» для Джулиана, Леннон думал, что на самом деле она была написана для него. В интервью 1980 года музыкант заявил: «Мне всегда казалось, что эта песня — обращение ко мне — „go out and get her“», и утверждал, что, с одной стороны, Маккартни как будто благословлял его отношения с Оно и не хотел больше работать вместе, а с другой, был разочарован тем, что теряет своего творческого партнёра.

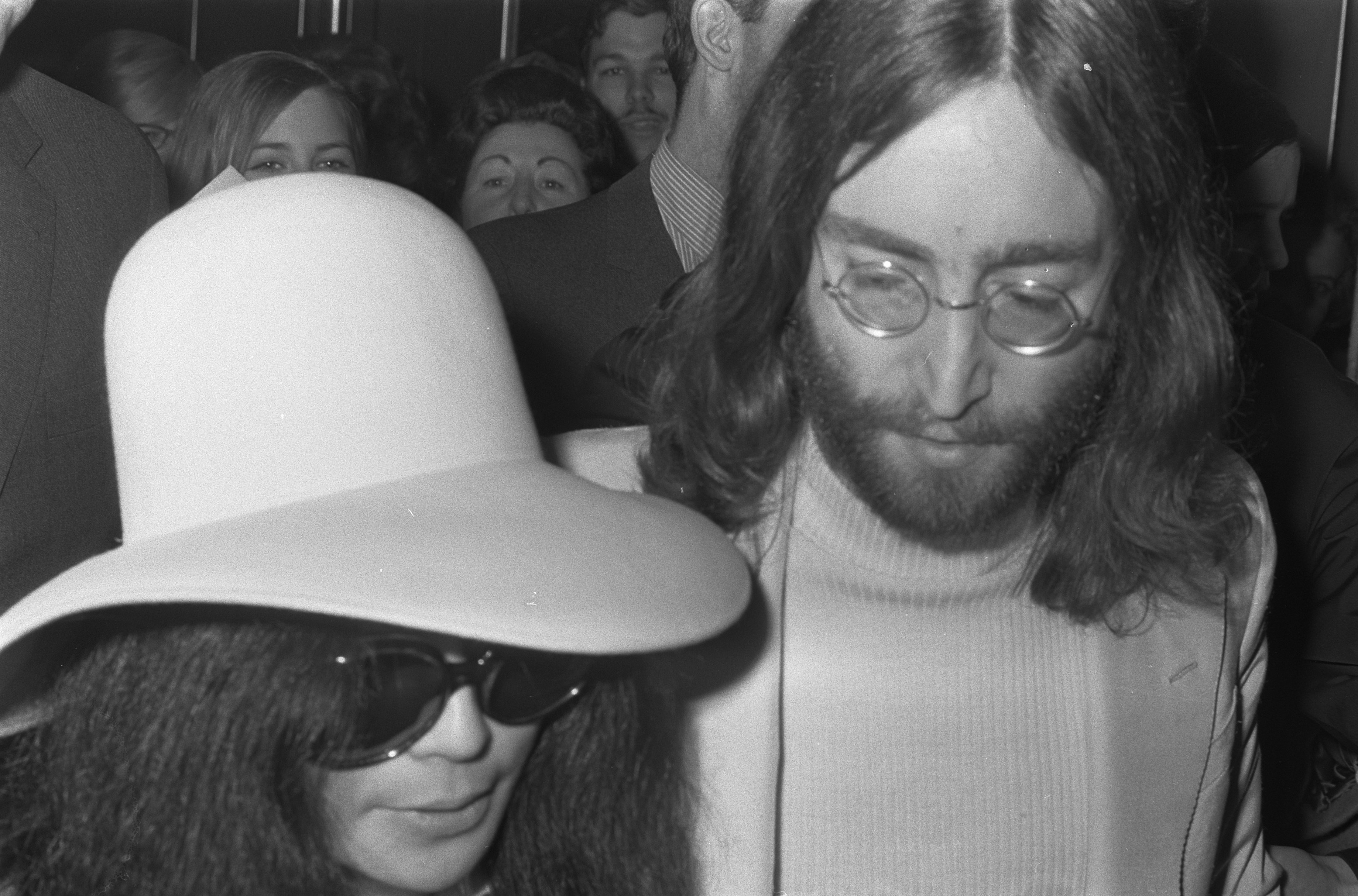
Джон Леннон и Йоко Оно, март 1969 года

После релиза некоторые люди восприняли песню на свой счёт, в том числе Джудит Саймонс, журналистка Daily Express. Другие, в том числе Леннон, предположили, что автор песни зашифровал в тексте разочарование от неудачных отношений с Джейн Эшер в виде неосознанного «послания самому себе». Маккартни и Эшер объявили о своей помолвке 25 декабря 1967 года, однако в июне 1968-го музыкант увлёкся фотографом Линдой Истман; в том же месяце Фрэнси Шварц, американка, которая приехала в Лондон, чтобы обсудить предложение Apple о съёмках фильма, начала жить с Маккартни. Когда Леннон выдвинул предположение, что та песня о нём и Оно, Пол опроверг это и заявил своему другу, что написал песню о самом себе.
По словам писателя Марка Хертсгаарда, «складывается ощущение, что многие строчки песни больше ориентированы на взрослого мужчину, стоящего на пороге новой сильной любви, особенно фразы „ты её нашёл — теперь не упусти“ и „не жди всю жизнь кого-то, чтобы начать“». Музыкальный критик Тим Райли пишет: «Если песня о самоуважении и самоутешении перед лицом трудностей, то вокальное исполнение само по себе во многом отражает этот тернистый путь. Лирический герой начинает с того, что поёт, чтобы утешить кого-то другого, в процессе осознаёт, что взвешивает свои собственные чувства, и, наконец, благодаря повторяющимся припевам, которые усиливают его внутреннее одобрение, он начинает верить в себя».

## Запись

### Репетиции
Запланировав выпуск песни в качестве сингла, The Beatles записали «Hey Jude» во время сессий для своего одноимённого двойного альбома, широко известного как «Белый альбом». Эти сессии стали началом разногласий внутри группы, отчасти из-за постоянного присутствия Оно рядом с Ленноном. Помимо этого на разлад в отношениях между музыкантами повлияла их совместная поездка в Ришикеш весной 1968 года для изучения трансцендентальной медитации.
Первые сессии проходили 29 и 30 июля 1968 года в студии EMI под руководством Джорджа Мартина. Во время них группа записала 25 дублей песни. Музыканты воспринимали два этих вечера как репетиции перед созданием мастер-трека в Trident Studios, который планировали записывать используя свой восьмидорожечный магнитофон (EMI по-прежнему ограничивалась звукозаписывающими аппаратами с четырьмя дорожками). Первые два дубля от 29 июля, которые писатель Кеннет Уомак охарактеризовал как «весёлый» капустник, были выпущены в составе бокс-сета к 50-летию «Белого альбома» (2018), а также в сборнике Anthology 3 (1996).
Репетиция 30 июля была снята для короткометражного документального фильма «Music!», Национальным музыкальным советом Великобритании. Это был первый случай, когда The Beatles разрешили съёмочной группе задокументировать их работу в студии. В фильме только трое битлов исполняют «Hey Jude», Джордж Харрисон остался в аппаратной студии с Мартином и звукорежиссёром EMI Кеном Скоттом. Во время этой репетиции между Харрисоном и Маккартни возник конфликт из-за партии соло-гитары. Идея Джорджа заключалась в том, чтобы играть гитарную фразу в ответ на каждую вокальную, что не соответствовало концепции аранжировки, придуманной Полом, и он наложил на неё вето. Писатель Саймон Ленг рассматривает это как показатель того, что Маккартни всё чаще начал пренебрегать идеями Харрисона в отношении своего материала, в то время как гитарные партии для песен Леннона того периода Харрисон мог придумывать свободно. В интервью 1994 года Маккартни сказал: «Оглядываясь назад, я признаю, что строил из себя командира. Где-то перегибал палку, потому что я мог бы быть более сговорчивым и уступить ему». Рон Ричардс, продюсер, сотрудничавший с Мартином в Parlophone и в AIR Studios, сказал, что Маккартни «не обращал внимания на чьи-либо чувства в студии», подчеркнув, что он стремился сделать песню как можно лучше практически любой ценой.

### Запись в Trident Studios
«Мы записали „Hey Jude“ в студии «Trident». Это была длинная песня. Отсчитав время её длительности, я сказал: „Нельзя записывать такой длинный сингл“. Но тут ребята меня атаковали, как всегда, и Джон спросил: „Почему?“. Я не смог найти достойный ответ и сказал первое, что пришло в голову, дескать: „Диск-жокеи не смогут играть эту пластинку“. А Джон заявил: „Будут, если она наша“. И он, конечно, был абсолютно прав».
31 июля The Beatles записали мастер-трек песни в Trident Studios, где Маккартни и Харрисон продюсировали сессии своих подопечных (заключивших контракт с Apple). Основатель Trident Норман Шеффилд вспоминал, что Мэл Эванс, помощник группы (и их бывший роуди), настоял на том, чтобы в студии звукозаписи было размещено несколько кустов марихуаны, которые он принёс, чтобы сделать атмосферу более «лёгкой» и непринуждённой, в соответствии с пожеланиями музыкантов. Звукорежиссёром сессии выступил Барри Шеффилд. Обязанности битлов были распределены следующим образом: Маккартни исполнил ведущий вокал и сыграл на фортепиано, Леннон играл на акустической гитаре, Харрисон — на электрогитаре, а Ринго Старр отвечал за ударные. The Beatles записали четыре дубля, выбрав для мастер-трека первый. Поскольку в первых двух куплетах барабаны отсутствовали, Маккартни начал играть, не подозревая, что Старр только что вышел в туалет. Вскоре барабанщик вернулся — по воспоминаниям Пола, «довольно ловко проскочив на цыпочках мимо моей спины» — и блестяще исполнил свою партию.

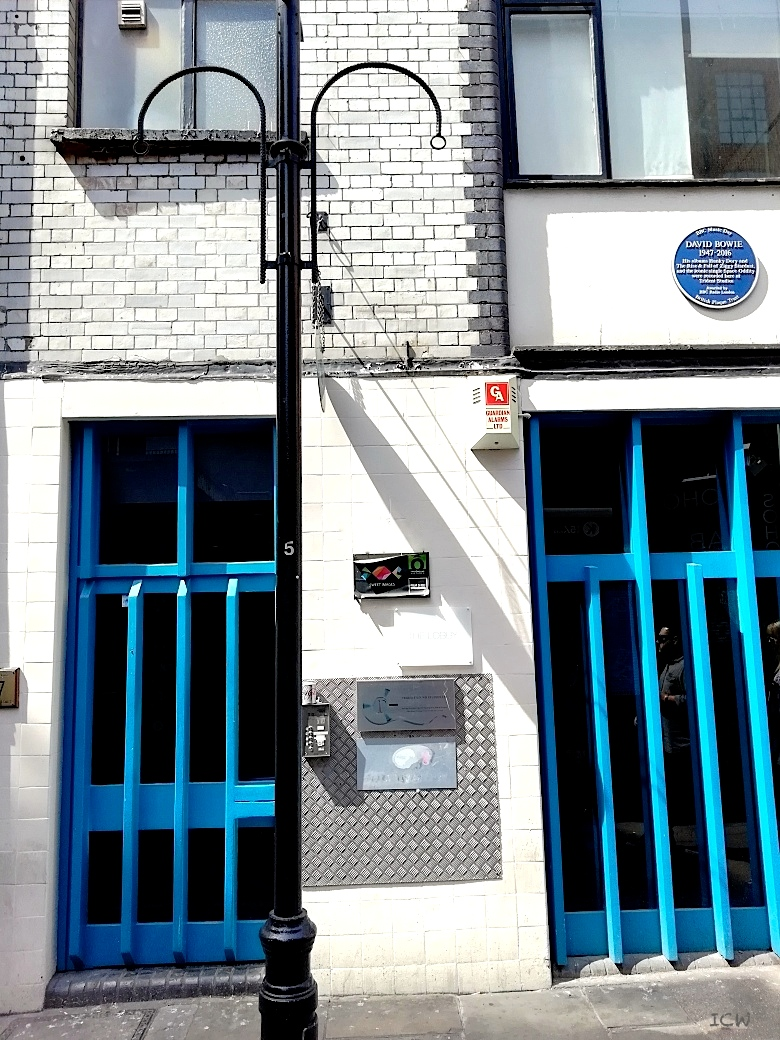
Фасад здания Trident Studios

1 августа группа вновь посетила Trident, чтобы добавить наложения. Дополнительные дорожки включали: вспомогательный вокал и бас-гитару Маккартни, бэк-вокал Леннона, Маккартни и Харрисона, а также бубен, на котором сыграл Старр. Вокал Маккартни в длинной коде, начинающийся примерно на третьей минуте песни, содержал серию импровизированных выкриков, которые он описал как «Кэри Грант в ударе!». Затем в коду была добавлена оркестровка, сочинённая Мартином и исполненная ансамблем из 36 музыкантов. В её состав входили: десять скрипок, три альта, три виолончели, две флейты, контрафагот, фагот, два кларнета, контрабас-кларнет, четыре трубы и тромбона, две валторны, ударные и два контрабаса. По словам Нормана Шеффилда, первоначально между музыкантами ансамбля возникли разногласия, так как некоторые из них «как мне кажется, смотрели на битлов свысока». Маккартни урегулировал ситуацию фразой: «Ребята, вы хотите, чтобы вам заплатили или нет?». Тем не менее, во время первых нескольких дублей он был недоволен отсутствием у оркестра страсти и самоотдачи, поэтому вскочил на рояль и начал дирижировать музыкантами оттуда.
Затем битлы попросили участников оркестра поучаствовать в записи коды, прихлопывая и подпевая во время припева. Согласились все (за двойную плату), кроме одного мужчины, который заявил: «Я не собираюсь хлопать в ладоши и петь эту идиотскую песню Маккартни!», после чего демонстративно покинул студию. Секретарша Apple Records Крис О’Делл вспоминает, что она тоже присоединилась к составу бэк-вокалистов. Также в записи поучаствовал начинающий певец Джеки Ломакс, один из первых клиентов лейбла.
«Hey Jude» стала первой песней The Beatles, записанной на восьмидорожечном оборудовании. Сессии обошлись руководству EMI по 25 фунтов стерлингов в час. По словам Шеффилда, он заработал в общей сложности около 1000 фунтов стерлингов, но сама возможность наблюдать за работой The Beatles (и получить от них высокие оценки его заведения) была бесценной. В 1968 году группа продолжила арендовать Trident, а в течение следующего года там регулярно записывались артисты их лейбла, в том числе Джеки Ломакс, Мэри Хопкин, Билли Престон и группа The Iveys.

### Микширование
Сведение песни происходило в студии «Эбби-Роуд» силами Скотта, Мартина и самих битлов. Перенос мастер-ленты в Trident на ацетатный диск оказался нелёгким процессом из-за того, что запись звучала нечётко при воспроизведении на оборудовании EMI. Проблема была решена с помощью Джеффа Эмерика, бывшего основного звукорежиссёра The Beatles. Эмерик оказался в студии случайно — проездом, незадолго до этого он наотрез отказался работать с группой из-за постоянной напряжённости и ругани между музыкантами, которые стали обычным явлением на их сессиях. Стереомикс «Hey Jude» был завершён 2 августа, а моно-версия — 8 августа.
Музыковед Уолтер Эверетт отмечает, что «самой обсуждаемой особенностью» песни является её высокая продолжительность — 7:11. Как и Маккартни, Мартин был обеспокоен тем, что композиция не попадёт в радио-ротацию из-за её длины, однако Леннон настаивал: «Её возьмут, если это будем мы». По словам Кена Мэнсфилда, менеджера Apple в США, Маккартни стоял на своём, пока Мэнсфилд не продемонстрировал сингл некоторым американским диджеям и сообщил, что он им очень понравился. «Hey Jude» была на одну секунду длиннее, чем свежий хит Ричарда Харриса «MacArthur Park», композитор которого Джимми Уэбб примерно в этот же период посетил студию с визитом. По словам Уэбба, Мартин признался ему, что битлы решились на выпуск столь длинной песни только из-за успеха «MacArthur Park». Довольный результатом, Маккартни поставил ацетатную копию «Hey Jude» на вечеринке, устроенной Миком Джаггером в ночном клубе Vesuvio в центре Лондона по случаю завершения работы над альбомом Beggars Banquet The Rolling Stones. Песня затмила собой новый альбом «Роллингов» и, по воспоминаниям писателя Джона Винна, «по-видимому, испортила им» вечеринку.
В заключительной части бриджа (на отметке 2:58) можно услышать фразу «Чёрт возьми!», произнесённую Ленноном. По словам Скотта, хотя его и предупредили об этом, изначально он не смог разобрать слов (и поэтому решил ничего не менять). Малкольм Тофт, микшер-инженер Trident Studios, вспоминал, что Леннон записывал гармонический вокал, когда в ответ на слишком громкую музыку в наушниках сначала крикнул «Вау!», а через две секунды выругался и снял их вовсе. Однако в своей книге «The Lyrics» (2021) Маккартни заявил, что это он произнёс ругательство после того, как пропустил фортепианный аккорд.

## Музыкальное содержание
«Мы поговорили впервые за много-много лет. Он рассказал мне, что думал тогда о моём положении, о том, что мне приходилось переживать и что ещё выпадет на мою долю в будущем. Я очень много времени проводил с Полом — больше чем с отцом. Может быть, он просто любил детей. Мы очень хорошо дружили, и я помню гораздо больше моментов, когда я играл с ним, нежели с отцом».
«Hey Jude» начинается пением Маккартни, который аккомпанирует себе на фортепиано. Паттерны мелодии основаны на трёх аккордах: F, C и B♭ (I, V и IV). Хертсгаард отмечает, что основная последовательность аккордов «переворачивается с ног на голову» во время коды, поскольку аккорд C заменяется на E ♭. По мнению Эверетта, мелодия в куплетах частично заимствована из литургической пьесы Джона Айрленда «Te Deum» 1907 года, а также (с первым изменением на аккорд B ♭) усматривает в ней влияние хита The Drifters «Save the Last Dance for Me» 1960 года.
Во втором куплете к мелодии песни добавляется акустическая гитара и бубен. Тим Райли пишет, что благодаря «сдержанному звучанию том-тома и тарелок», с которых начинается партия ударных, «пианино смещается вниз, добавляя к тоническому аккорду бемольный септаккорд, превращая нисходящий ритм бриджа в точку соприкосновения („И в любое время, когда ты почувствуешь боль“)». В конце каждого бриджа Маккартни поёт короткую фразу («На-на-на-на…») в сопровождении электрогитары, а затем исполняет аккомпанемент на фортепиано, который ведёт к следующему куплету. По словам Райли, эта вокальная фраза служит для того, чтобы «переориентировать гармонию куплета, поскольку фортепианная фигура переворачивается с ног на голову и переходит в вокальную». Дополнительные музыкальные детали, такие как бубен в третьем куплете и нежные гармонии, сопровождающие ведущий вокал, добавлены для поддержания интереса на протяжении всей длины песни — четырёх куплетов и двух бриджей.
Структура куплет-проигрыш продолжается примерно три минуты, после чего она переходит в четырёхминутную коду, состоящую из девятнадцати двойных плагальных каденций. Во время коды остальные участники группы при поддержке оркестра, который также исполняет бэк-вокал, повторяют строчку «На-на-на-на», за которой следует фраза «Эй, Джуд». Это повторяется до самого конца песни, которая постепенно затихает в финале. Музыковед Алан Поллак отмечает необычную структуру «Hey Jude», поскольку в ней используется «двухчастная форма, объединяющая в себе абсолютно законченную, гимноподобную песню, в сочетании с расширенным джемом, похожим на мантру, под простую последовательность аккордов».
По мнению Райли, повторяющаяся последовательность аккордов в коде (I-♭VII-IV-I) «отвечает на все музыкальные вопросы, возникающие в начале и в конце бриджей», поскольку «бемольный септаккорд, который становился доминантой в бридже теперь превращается во вступительный». Этот трёхаккордовый рефрен позволяет Маккартни «немного расслабиться… чтобы вокально оттянуться», поэтому он всячески импровизирует до конца песни. По словам Райли, песня «раскрывает вокальный диапазон Пола: от грациозных манящих интонаций вступительного куплета, вдоль нарастающего драматизма основной части песни, до бурлящего буйства в коде».

## Выпуск
«[The Beatles] уверены в себе и жизнерадостны, и человечество будет в восторге от предстоящих результатов их добровольного и длительного битловского рабства… они подарят всем нам новые чудеса, которые облегчат нашу боль».
Релиз сингла — с песней «Revolution» на второй стороне — состоялся 26 августа 1968 года в США и 30 августа в Великобритании. Это был один из четырёх синглов, выпущенных одновременно в честь запуска Apple Records, — другими были «Those Were the Days» Мэри Хопкин, «Sour Milk Sea» Джеки Ломакса и «Thingumybob» группы Black Dyke Band. В преддверии даты релиза Apple объявила 11–18 августа «Национальной неделей Apple» и отправила коробки с пластинками в подарочной упаковке с пометкой «Наши первые четыре» королеве Елизавете II и другим членам королевской семьи, а также премьер-министру Гарольду Вилсону. Продвижением релиза занимался Дерек Тейлор, который, по словам писателя Питера Доггетта «раскрутил первые пластинки лейбла Apple с привычным для него энтузиазмом». «Hey Jude» был первым из четырёх синглов, поскольку он по-прежнему обозначался как релиз лейблов EMI/Parlophone в Британии и Capitol в США, но теперь с добавлением логотипа Apple Records. В США «Hey Jude» стал первым синглом The Beatles, который был выпущен без обложки — вместо этого пластинка была упакована в чёрный конверт с надписью «The Beatles on Apple».
По словам писателя Филипа Нормана, за исключением композиции «Sour Milk Sea», которую написал и спродюсировал Джордж Харрисон, все первые стороны четырёх дебютных синглов Apple были «либо написаны, либо спеты, либо спродюсированы, либо откопаны» Полом Маккартни. Леннон хотел, чтобы «Revolution» стала А-стороной нового сингла The Beatles, однако его коллеги не поддержали эту идею и выбрали «Hey Jude». В 1970 году, во время интервью Яну Веннеру для журнала Rolling Stone, музыкант заявил, что «Hey Jude» была достойна первой стороны, «но я хотел, чтобы [на ней] вышли обе песни». В 1980 году он сказал журналисту Playboy, что всё ещё не согласен с этим решением.
Доггетт описывает «Hey Jude» как песню, которая «излучала оптимизм после лета, наполненного тревогой и ссорами внутри группы и в неспокойном обстановкой за её пределами». Выход сингла совпал с жестоким подавлением протестующих против войны во Вьетнаме на Национальном съезде Демократической партии в Чикаго,  осуждением Западом вторжения советских войск в Чехословакию и подавления попыток провести там демократические реформы. В этой обстановке поддержка Ленноном пацифистских взглядов в «Revolution» вызвала резкую критику со стороны «Новых левых». Напротив, песня «Hey Jude», с её более универсальным посылом, была взята на вооружение чехами в качестве гимна в их борьбе.
В феврале 1970 года песня была впервые издана в альбоме, в качестве заглавного трека сборника Hey Jude фирмы Capitol. Инициатором релиза выступил Аллен Кляйн (чтобы заработать денег для группы) — американский бизнесмен, который, несмотря на протесты Маккартни, был назначен его товарищами управлять корпорацией Apple, терпящей убытки. Впоследствии песня также появилась на компиляциях 1967—1970, 20 Greatest Hits, Past Masters, Volume Two и 1.

## Продвижение

### Реклама на фасаде бутика

Битлы поют «Hey Jude» в окружении зрителей студии «Твикенхэм» (кадр из клипа)

7–8 августа 1968 года Пол Маккартни сделал спонтанную попытку разрекламировать сингл, обернувшуюся локальным скандалом. После ночной сессии The Beatles, вместе со своей подругой Фрэнси Шварц, он нарисовал на больших, испачканных в побелке витринах бутика Apple (закрытого в то время на ремонт) надпись «Hey Jude/Revolution». Название нового сингла группы было ошибочно принято за антисемитские граффити (поскольку в переводе с немецкого «Jude» означало «еврей»), что привело к жалобам со стороны местной еврейской общины (некоторые члены которой угрожали музыкантам серьёзными неприятностями), а также к вандализму со стороны прохожих, которые разбили окна.
Обсуждая этот эпизод годы спустя, Маккартни объяснил, что его вдохновило место расположения магазина — «Я подумал: „Удачная возможность! Бейкер-стрит, здесь ходят миллионы автобусов…“» — и добавил: «Я понятия не имел, что это слово означает „еврей“, но если посмотреть хронику, отснятую в нацистской Германии, вы увидите на закрашенных окнах окнах слова „Juden Raus)“ и звезду Давида. Клянусь, мне такое и в голову не приходило». По словам Барри Майлза, Маккартни вызвал ещё больше споров после интервью NME, посвящённому продвижению сингла, где заявил: «Голод в Индии меня ни капельки не беспокоит, ни на йоту … И вас он не беспокоит, если вы честны. [В ином случае] вы просто выпендриваетесь».

### Музыкальный видеоклип
Для съёмок клипов «Hey Jude» и «Revolution» битлы наняли режиссёра Майкла Линдси-Хогга, который уже работал с ними над видео для «Paperback Writer» и «Rain». Группа остановилась на идее съёмок с участием массовки, хотя с аудиторией был заранее оговорён порядок их действий. Клип начинается с обособленного исполнения битлами вступления и куплетов, прежде чем зрители заполняют собой сцену и начинают подпевать музыкантам во время коды. Было решено исполнять вокал вживую, чтобы обойти запрет Профсоюза музыкантов на использование фонограммы на ТВ, однако в музыкальном плане The Beatles выступали полностью под минусовку (хотя в зале присутствует оркестр). Съёмки проходили на киностудии «Твикенхэм» 4 сентября 1968 года. Тони Брэмуэлл, друг квартета, так описывал обстановку: «здесь стояло фортепиано, там ударные, а оркестр находился сзади — в два ряда». Сессия ознаменовала возвращение в группу Старра после ссоры с Маккартни (раскритиковавшего его игру на ударных), которая повлекла к его уходу из группы на две недели во время записи «Back in the U.S.S.R.».
Смонтированное видео представляло собой комбинацию двух разных дублей и включало в себя «вступления» к песне от Дэвида Фроста (который объявил The Beatles как «величайший ресторанный оркестр в мире») и Клиффа Ричарда для их именных телепередач. Клип был впервые показан по британскому телевидению 8 сентября 1968 года в рамках шоу Frost on Sunday, через две недели после того, как Леннон и Оно появились на этой телепередаче, чтобы поделиться своими взглядами на перформанс и авангард. Премьера видео за океаном состоялась 6 октября, в перерыве варьете-шоу The Smothers Brothers Comedy Hour (транслировавшемуся по CBS).
По словам Райли, трансляция в передаче Frost on Sunday «подняла [популярность] „Hey Jude“ в стратосферу». Эфир вызвал «ощутимое облегчение» у зрителей, которые смотрели шоу Фроста двумя неделями ранее, отмечал в своей книге Норман, поскольку Маккартни отодвинул Леннона на второй план и «нигде не было видно» Йоко Оно. Наряду с релизом анимационного фильма «Жёлтая подводная лодка», Хертсгаард называет выступление группы у Фроста двумя событиями, которые погрузили поклонников The Beatles в «состояние нирваны», в отличие от самих музыкантов, столкнувшимися с внутренними разногласиями из-за растущего влияния Оно и финансовых проблем Apple. Ссылаясь на образ битлов в окружении толпы, состоящей из «молодых и старых, мужчин и женщин, чёрных и белых» фанатов, Хертсгаард описывает рекламный клип как «квинтэссенцию шестидесятых — трогательную картину всеобщего единения и счастья».
Рекламное видео впоследствии было включено в сборник 1 2015 года. Трёхдисковая версия этого сборника под названием 1+ также включает его альтернативный вариант с другим вступлением и вокалом.

## Отзывы критиков
Рецензируя сингл для журнала NME Дерек Джонсон писал: «Интригующими особенностями „Hey Jude“ являются его экстремальная длина и оркестровое сопровождение из 40 инструментов — и лично я предпочел бы обойтись без того и другого!». Несмотря на то, что он оценил композицию как «красивую и захватывающую», а её первые три минуты — как «абсолютно выдающиеся», автор статьи выразил сожаление по поводу «вокальных импровизаций [Маккартни] в длинной коде на фоне повторяющегося четырехтактного припева». Подытоживая статью Джонсон пришёл к выводу, что «Hey Jude» и «Revolution» «без тени сомнения доказывают, что The Beatles по-прежнему на голову выше своих конкурентов». Крис Уэлш из Melody Maker отмечал, что поначалу «Hey Jude» не произвела на него впечатления, однако впоследствии он начал восхищаться этой песней за её «медленный, тяжёлый, пронизанный фортепьянным ритмом, чувственный, проникновенный вокал и приятную партию ударных». Он добавил, что трек только выиграл бы будь он покороче, поскольку его кульминация была «на пару минут длиннее, чем нужно».
Рецензент журнала Cashbox отметил, что расширенный финал (с постепенно стихающим звуком), впервые использованный The Beatles в песне «All You Need Is Love», в «Hey Jude» «становится чем-то вроде формы искусства», за счёт «трансоподобного церемониала, который превращается в почти бесконечный в своей непрерывности». Журнал Time описал финал как «затухание, которое лишь ловко высмеивает этот приём, как один из трюков для завершения поп-песни». Автор статьи противопоставил «Hey Jude» «Revolution», заявив, что песня Маккартни «ратует за активизм другого рода», «в мелодичной форме призывая друга преодолеть свои страхи и посвятить себя любви». Кэтрин Манфреди из Rolling Stone также интерпретировала текст как послание Маккартни Леннону положить конец его негативным отношениям с женщинами: «сломать старый шаблон; по-настоящему пережить любовь». Манфреди прокомментировала двойственность главного героя одноимённой песни как олицетворение добра в Святом Иуде, «Покровителе того, что называется Невозможным», и зла в Иуде Искариоте. Некоторые публицисты усмотрели в «Hey Jude» обращение адресованное Бобу Дилану (еврею (нем. «Jud») по национальности), больше года пребывавшему в затворничестве после тяжёлой аварии на мотоцикле.
В рецензии 1971 года для The Village Voice Роберт Кристгау назвал её «одной из самых правдивых и откровенных песен Маккартни о любви» отметив, что она частично восстановила романтическую репутацию автора после его провала с включением «фуфла „I Will“» в «Белый альбом». В книге «The Beatles: An Illustrated Record» (1975) публицисты Рой Карр и Тони Тайлер писали, что «Hey Jude» «предвещает большие перспективы» для несостоятельной корпорации Apple, и описали песню как «последний великий сингл The Beatles», записанный специально для рынка 1945-х годов". Они также отметили, что «эпические пропорции произведения» вдохновили многих подражателей, однако им «[не удалось] передать нежность и сочувствие коллективного настроения битлов». Уолтер Эверетт восхищается «поразительной конструкцией» мелодии «в которой широкие мазки сочетаются с кропотливыми штрихами, сустейновые тона с быстрыми звуками, слоговое строение с мелизматической постановкой слов и напряжённость… с обнадёживанием». Он называет «Astral Weeks» Вана Моррисона, «Atlantis» Донована, «Never Comes the Day» The Moody Blues и «Revival» The Allman Brothers Band среди многих песен с «повторяющимися фрагментами, похожими на мантры», которые вдохновила «Hey Jude». В эссе для книги «Рок-н-Ролл: 100 лучших синглов» (1993) Пол Уильямс описывает ее как «песню об уповании». Он добавляет: «„Hey Jude“ надирает задницы, как Ван Гог или Бетховен в расцвете сил. Эта песня, можно сказать, одно из чудес этого уголка мироздания… Она фундаментальна, как ночное небо или идея о существовании Бога».
Алан Поллак выделяет песню как «прекрасную иллюстрацию двух композиторских уроков — как заполнить большое полотно простыми средствами и как использовать разнообразные элементы, такие как гармония, басовая линия и оркестровка, чтобы подчеркнуть форму и контраст [песни]». По мнению Поллака, длинная кода создает «удивительно трансцендентный эффект». Ричи Унтербергер из AllMusic придерживается схожего мнения: «То, что очень легко могло показаться скучным, вместо этого гипнотизирует, потому что Маккартни варьирует вокал, выдавая одни из величайших импровизированных скэтов, когда-либо существовавших в рок-музыке, от мантроподобных распевов до проникновенных строк и мощных выкриков в стиле Джеймса Брауна». В свою очередь Иэн Макдональд сетовал, что «соулоподобные выкрики в коде, возможно, были лишними», однако он похвалил песню как «поп-рок-гибрид, вобравший в себя лучшее из обоих жанров». Он заключил: «„Hey Jude“ попадает в сердце каждого, затрагивая архетипический момент мужской сексуальной психологии с мягкой мудростью, которую по праву можно назвать вдохновенной». Сам Леннон назвал песню «одним из шедевров [Маккартни]».

## Продажи
Сингл стал крайне успешным дебютом для Apple Records, что контрастировало с общественным замешательством на фоне провала Apple Boutique, розничного магазина проработавшего всего полгода. По словам писателя Пола Дю Нойера «монументальное качество песни… поразило публику в 1968 году»; кроме того, релиз заставил замолчать критиков в британской прессе, которые с наслаждением накинулись на группу после провального показа Magical Mystery Tour в канун нового года и высмеивали их поездку в Индию в начале следующего. За океаном сингл также пресёк многочисленные спекуляции о том, что популярность The Beatles пошла на спад после того, как сингл «Lady Madonna» достиг лишь 4-го места в местном чарте.
В сентябре 1968 года «Hey Jude» достиг вершины британского чарта Record Retailer Chart (впоследствии переименованного в UK Singles Chart). Сингл продержался на первом месте две недели, прежде чем его сменила композиция Мэри Хопкин «Those Were the Days», чьим продюсером был Маккартни. 13 сентября «Hey Jude» получил «золотую» сертификацию от Американской ассоциации звукозаписывающей индустрии (RIAA).; на той же неделе в NME отчитались, что тираж сингла составил два миллиона копий. 14 сентября песня попала в Billboard Hot 100 в США, спустя две недели добравшись до его вершины, где продержалась девять недель (три из которых второе место занимала «Those Were the Days»). Это был самый продолжительный период лидерства в истории американского чарта до 1977 года. В общей сложности «Hey Jude» продержался в Billboard Hot 100 19 недель, став для группы 16-м хитом № 1 в карьере. По итогам сезона руководители чарта назвали «Hey Jude» лучшим синглом года. В Австралии композиция возглавляла местный чарт в течение 13 недель, что оставалось рекордом до выхода «Fernando» группы ABBA в 1976 году. «Hey Jude» также отметился на первой строчке хит-парадов Бельгии, Бразилии, Канады, Дании, Франции, Ирландии, Малайзии, Нидерландов, Новой Зеландии, Норвегии, Филиппин, Сингапура, Испании, Швеции, Швейцарии и Западной Германии.
30 ноября 1968 года общие продажи сингла достигли почти шести миллионов копий, о чём было напечатано в NME. К 1999 году тираж «Hey Jude» приблизился к восьми миллионам экземпляров. В том же году сингл был сертифицирован как четырежды «платиновый» в США, что соответствует четырём миллионам проданных единиц. По состоянию на декабрь 2018 года «Hey Jude» занимал 54-е место среди самых продаваемых синглов в Великобритании — став одной из шести песен The Beatles, включенных в этот рейтинг (опубликованный The Official Charts Company). С тех пор он получил статус международного хита.

## Награды
В 1969 году «Hey Jude» был номинирован на премию «Грэмми» в категориях «Песня года», «Запись года» и «Лучшее поп-исполнение дуэта или группы с вокалом», но не смог выиграть ни одну из них проиграв «Little Green Apples» Бобби Рассела в первой номинации и «Mrs. Robinson» Саймона и Гарфанкела во второй и третьей. По результатам опроса читателей журнала NME композиция была названа лучшим синглом года, она также выиграла премию Ivor Novello Award 1968 года как «Песня, с первой стороны сингла, с наивысшими продажами». В 2001 году «Hey Jude» была введён Зал славы премии «Грэмми» Национальной академии звукозаписывающих искусств и наук и входит в список «500 песен, которые сформировали рок-н-ролл» Зала славы рок-н-ролла.
«Hey Jude» считается одним из величайших музыкальных произведений в истории, о чём свидетельствуют многочисленные рейтинги. Так, в 2004 году журнал Rolling Stone поставил её на 8-е место в списке «500 величайших песен всех времён», наиболее высокую позицию среди всех композиций квартета; в пересмотренном рейтинге 2021 года песня опустилась на 89-е место. В 2000 году музыкальный телеканал VH1 поместил её на 9-е место схожего списка, а журнал Mojo 29-е, кроме того композиция заняла 7-е место в хит-параде «100 величайших синглов всех времён» (1997). В 1976 году журнал NME присудил «Hey Jude» 38-е место в рейтинге «100 лучших синглов всех времен», а в 2014 году этот трек занял 77-е место в списке «500 величайших песен всех времен» того же издания. В январе 2001 года «Hey Jude» был отмечен на 3-й строчке рейтинга «100 величайших синглов» по версии Channel 4. В 2006 году Ассоциация операторов развлечений и музыки присудила «Hey Jude» 11-ю позицию среди самых популярных синглов на музыкальных автоматах. В 2008 году песня заняла 8-е место в рейтинге Billboard «All Time Hot 100 Songs».
В 2006 году журнал Mojo поместил «Hey Jude» на 12-е место своего списка «101 величайшая песня The Beatles». В аналогичном рейтинге, составленном четыре года спустя, редакция Rolling Stone отметила песню на 7-м месте. В 2015 году «Hey Jude» заняла 1-ю строчку в специальном выпуске ITV «The Nation’s Favourite Beatles Number One». В 2018 году композиция заняла 49-е место в рейтинге журнала Time Out «50 лучших произведений ливерпульской четвёрки». Ник Левин так прокомментировал выбор редакции: «Не позволяйте себе игнорировать эту песню из-за ее абсолютной повсеместности… „Hey Jude“ — это искренняя, суперэмоциональная эпопея, кульминацией которой является один из самых легендарных поп-хуков в музыке». «Hey Jude» заняла 1-е место в опросе о лучшей песне The Beatles среди британцев, приуроченному Би-би-си к 50-летию выпуска сингла «Love Me Do». На 2-м и 3-м месте оказались «Yesterday» и «Let It Be», соответственно.

## Аукционы
В статье для журнала Mojo (опубликованной в 1996 году) посвящённой выпуску сингла журналист Пол Дю Нойер отметил, что причина создания «Hey Jude» стала «одной из самых известных историй в фольклоре The Beatles». В интервью 2005 года Оно заявила, что для Маккартни, Джулиана и Синтии Леннон сюжет песни был сродни драме в том смысле, что «причина, по который каждый из них попал в эту песню, невероятно трагична для всех троих. Я испытываю неимоверную симпатию к каждому из этих людей». Также Дю Нойер процитировал слова Синтии Леннон о «Hey Jude»: «От этой песни на моих глазах всегда наворачиваются слёзы».
Джулиан узнал, что «Hey Jude» была написана для него только спустя 20 лет. Он так вспоминал о своих отношениях с Маккартни: «Мы с Полом проводили вместе довольно много времени — больше, чем мы с папой. У нас была крепкая дружба, и, кажется, фотографий, на которых мы с Полом играем вместе в том возрасте, гораздо больше, чем фотографий меня и моего отца». В 1996 году Джулиан заплатил 25 000 фунтов стерлингов (что эквивалентно 38 000 фунтов стерлингов или 49 000 долларов США в 2019 году) за написанные от руки ноты к песне, выставленные на аукцион. Он потратил ещё 35 000 фунтов стерлингов (что эквивалентно 53 000 фунтов стерлингов или 68 000 долларов США в 2019 году), купив на аукционе памятные вещи своего отца. Джон Казинс, менеджер Джулиана, отметил: «У него есть несколько фотографий отца, но больше ничего. Он коллекционирует их [вещи] по личным причинам; если хотите, это семейные реликвии».
В 2002 году оригинальная рукопись текста чуть было не ушла с молотка на аукционе Christie’s. Ожидалось, что начальная цена лота — листа почтовой бумаги с нацарапанным текстом — составит 80 000 фунтов стерлингов (что эквивалентно 113 000 фунтов стерлингов или 144 000 долларов США в 2019 году). Маккартни обратился в суд, чтобы остановить торги, заявив, что этот листок с текстом был украден из его дома в Западном Лондоне. Ричард Морган, представляющий Christie’s, выступил с заявление, подчеркнув, что музыкант не представил никаких доказательств того, что ему когда-либо принадлежала эта рукопись. Тем не менее, суд вынес решение в пользу Маккартни и запретил торги. Выяснилось, что бенефициаром аукциона был француз Флорентом Тессье, который заявил, что приобрел рукопись на лондонском рынке за 10 фунтов стерлингов (что эквивалентно 106,53 фунтам стерлингов или 135,98 долларам США в 2019 году) в начале 1970-х годов. В уже напечатанной брошюре к аукциону приводились слова Джулиана: «Каждый раз я удивлялся, когда слышал её. Это очень трогательно — знать, что тебе написали песню. Я до сих пор это чувствую».
Наряду с «Yesterday», «Hey Jude» была одной из песен, которые Маккартни выделял особо, пытаясь бороться с навязанным соавстворством в бытность его пребывания в The Beatles. Музыкант убрал из авторов Леннона в этой и еще других 18 песнях, выпущенных в его концертном альбоме Back in the U.S. 2002 года, чем вызвал критику со стороны Оно, как вдовы Леннона, и Старра, как ещё одного оставшегося в живых члена ливерпульской четвёрки.
В апреле 2020 года рукописный текст, использованный во время записи песни, был продан на аукционе Julien’s Auctions за 910 000 долларов (что эквивалентно 1 070 000 долларов в 2023 году).

## Кавер-версии и концертные исполнения Маккартни
В 1968 году R&B-певец Уилсон Пикетт выпустил кавер-версию, записанную в студии Muscle Shoals Sound Studio. Гитарную партию исполнил молодой Дуэйн Оллман, который и порекомендовал песню Пикетту. Позже Эрик Клэптон вспоминал: «Помню, как услышал [ее] и позвонил то ли Ахмету Эртегуну, то ли Тому Дауду и спрашиваю: „Кто этот гитарист?“ … По сей день я никогда не слышал лучшего исполнения рок-партии на пластинке в стиле R&B. Это лучшая». По мнению музыканта Джимми Джонсон, участвовавшего в записи, соло Оллмана «стало родоначальником южного рока». Кавер-версия достигла 23-го места в Billboard Hot 100 и 13-го в чарте R&B .
«Hey Jude» была одной из немногих песен The Beatles, перепетых Элвисом Пресли. Плёнка с репетицией композиции, сделанная в 1969 году во время сессий в Мемфисе с продюсером Чипсом Моманом, появилась в альбоме Elvis Now (1972). Попурри из «Yesterday» и «Hey Jude» было включено в переиздание концертника Пресли On Stage (1970). Кэти Перри исполнила «Hey Jude» во время мероприятия «Человек года», организованного MusiCares в честь Маккартни.
Песня британской рок-группы Oasis (неоднократно сравниваемой с The Beatles) «All Round the World» имеет длинную коду (с вокализом «На-на-на-на»), во многом напоминающую финальную часть из «Hey Jude».
Маккартни исполнял «Hey Jude» на протяжении концертного тура 1989-90 годов, который был его первыми гастролями после убийства Леннона. В 1975 году музыкант подумывал о включении этой песни в концертный сет-лист группы Wings в качестве закрывающей шоу, однако решил, что «это просто неправильно». Впоследствии он продолжал использовать эту песню для своих шоу, активно вовлекая публику подпевать коду — «На-на-на-на», иногда с помощью определённых групп зрителей из разных частей зала. Например, чтобы сначала пели только мужчины, а за ними — только женщины. К названию песни также отсылает название детской книги Маккартни «Hey Grandude!», вышедшей в 2019 году.
Маккартни исполнил «Hey Jude» на шоу Saturday Night Live 13 февраля 1993 года, а также в качестве финального музыкального номера в перерыве Супербоула XXXIX 6 февраля 2005 года. В июне 2010 года музыкант выступил с этой песней в Восточном зале Белого дома. Мероприятие было приурочено к вручению бывшему битлу Гершвиновской премии за вклад в популярную песню. Два года спустя Маккартни спел «Hey Jude» в финале церемонии открытия летних Олимпийских игр 2012 года, проходивших в Лондоне. 4 августа 2012 года музыкант исполнил эту песню на велодроме Велопарк Ли Вэлли, куда приходил поболеть за соотечественников, вместе со зрителями мероприятия.

## Участники записи
Согласно данным биографов Иэна Макдональда и Марка Льюисона:

| The Beatles - Пол Маккартни — вокал, фортепиано, бас-гитара, хлопки в ладоши - Джон Леннон — бэк-вокал, акустическая гитара, хлопки в ладоши - Джордж Харрисон — бэк-вокал, электрогитара, хлопки в ладоши - Ринго Старр — бэк-вокал, ударные, бубен, хлопки в ладоши | Дополнительные музыканты Оркестр из 36 музыкантов (имена не указаны на обложке) — 10 скрипок, три альта, три виолончели, два контрабаса, две флейты, два кларнета, один контрабас-кларнет, один фагот, один контрафагот, четыре трубы, две валторны, четыре тромбона и ударные; 35 из них также участвовали в исполнении бэк-вокала и хлопали в ладоши во время коды. |  |

## Чарты

### Еженедельные чарты
| Чарт (1968—1969)                              | Высшая позиция |
| --------------------------------------------- | -------------- |
| Австралия (Kent Music Report)                 | 1              |
| Австралия (Go-Set National Top 40)            | 1              |
| Австрия (Ö3 Austria Top 40)                   | 1              |
| Бельгия (Валлония)                            | 1              |
| Бельгия (Фландрия)                            | 1              |
| Великобритания (UK singles chart)             | 1              |
| Западная Германия (Official German Charts)    | 1              |
| Индонезия (Aktuil)                            | 5              |
| Ирландия (Irish Singles Chart)                | 1              |
| Испания (AFE)                                 | 1              |
| Италия (Musica e dischi)                      | 4              |
| Канада (Canada Top Singles)                   | 1              |
| Нидерланды (Dutch Top 40)                     | 1              |
| Нидерланды (Single Top 100)                   | 1              |
| Новая Зеландия (RIANZ)                        | 1              |
| Норвегия (VG-lista)                           | 1              |
| Соединённые Штаты (Billboard Hot 100)         | 1              |
| Соединённые Штаты (Cash Box Top 100)          | 1              |
| Соединённые Штаты (Record World 100 Top Pops) | 1              |
| Родезия (Lyons Maid)                          | 1              |
| Швеция (Kvällstoppen)                         | 1              |
| Финляндия (Suomen virallinen lista)           | 5              |
| Франция (SNICOP Hit Parade Officiel)          | 2              |
| Швеция (Tio i Topp)                           | 1              |
| Швейцария (Schweizer Hitparade)               | 1              |
| Югославия (Džuboks)                           | 1              |
| Япония (Oricon International Chart)           | 1              |
| Япония (Oricon Singles Chart)                 | 5              |

| Год  | Чарт                                             | Высшая позиция |
| ---- | ------------------------------------------------ | -------------- |
| 1976 | Великобритания (Single Top 100)                  | 12             |
| 1976 | Нидерланды (Dutch Top 40)                        | 20             |
| 1976 | Нидерланды (Single Top 100)                      | 16             |
| 1988 | Великобритания (Single Top 100)                  | 52             |
| 2010 | Бельгия (Фландрия)                               | 4              |
| 2010 | Великобритания (UK Singles Chart)                | 40             |
| 2010 | Нидерланды (Single Top 100)                      | 59             |
| 2010 | Соединённые Штаты (Billboard Hot 100 Recurrents) | 14             |
| 2011 | Нидерланды (Single Top 100)                      | 99             |
| 2012 | Франция (SNEP)                                   | 174            |
| 2012 | Япония (Japan Hot 100 Singles)                   | 53             |
| 2019 | Соединённые Штаты (Hot Rock & Alternative Songs) | 16             |

| Чарт (1968)                           | Позиция |
| ------------------------------------- | ------- |
| Австралия (Kent Music Report)         | 1       |
| Австралия (Go-Set National Top 40)    | 23      |
| Австрия (Ö3 Austria Top 40)           | 6       |
| Бельгия (Фландрия)                    | 11      |
| Великобритания (UK singles chart)     | 1       |
| Канада (Canada Top Singles)           | 1       |
| Нидерланды (Dutch Top 40)             | 4       |
| Соединённые Штаты (Billboard Hot 100) | 1       |
| Соединённые Штаты (Cash Box Top 100)  | 1       |
| Швейцария (Schweizer Hitparade)       | 8       |

| Чарт (1969)                        | Позиция |
| ---------------------------------- | ------- |
| Австралия (Go-Set National Top 40) | 35      |

## Сертификация
| Австралия | —             | 280,000    |
| Великобритания | Платиновый    | 1,141,635  |
| Испания | Платиновый    | 60,000‡    |
| Италия (продажи с 2009 года) | Золотой       | 25,000‡    |
| Канада | —             | 300,000    |
| Нидерланды | —             | 100,000    |
| Соединённые Штаты | 4× Платиновый | 4,000,000^ |
| Франция | —             | 250,000    |
| Суммарные продажи |               |            |
| Страна | Статус        | Продажи    |
| Европа и Япония | —             | 1,500,000  |
| Общемировые | —             | 8,000,000  |
| ^ означает, что данные о поставках основаны только на сертификации † означает, что продажи+стриминг, основаны только на сертификации |               |            |